# Célia Aymonier
Pour les articles homonymes, voir Aymonier.
Célia Aymonier, née le 5 août 1991 à Pontarlier, est une fondeuse et biathlète française. Médaillée d'argent en ski de fond aux championnats du monde des moins de 23 ans, elle compte à son palmarès une médaille de bronze en biathlon avec le relais féminin, obtenue lors des championnats du monde 2017. Elle prend sa retraite sportive à 28 ans, à l'issue de la saison 2019-2020.

## Carrière

### Études
Célia Aymonier étudie à la section sportive scolaire du Lycée Xavier-Marmier de Pontarlier puis elle rejoint l'Université Grenoble-Alpes.

### Ski de fond
Célia Aymonier dispute ses premiers mondiaux junior lors de l'édition 2009 disputée en France à Praz de Lys où elle est 29e du sprint, 48e de la poursuite et neuvième du sprint. L'année suivante, lors de l'édition de Hinterzarten, elle termine neuvième du sprint, 26e du cinq kilomètres classique 31e de la poursuite et septième du relais. Lors de cette année, elle remporte en ski de fond le classement général de la Coupe OPA Cup, ou Coupe des Alpes, en catégorie junior. Elle fait ses débuts en Coupe du monde en décembre 2010 à La Clusaz lors d'un quinze kilomètres libre départ en ligne où elle termine 52e. Pour l'édition 2011 des mondiaux junior, disputée à Otepää, elle termine douzième du cinq kilomètres libre, 23e du sprint; elle abandonne lors de la poursuite et termine dixième du relais. En 2012, elle concourre en moins de 23 ans lors des mondiaux d'Erzurum où elle obtient la dixième place du sprint, la 24e du dix kilomètres classique et 28e du skiathlon. Lors de cette année 2012, pour sa première année en sénior, elle remporte la OPA Cup ce qui lui garantit de participer aux épreuves de Coupe du monde pour la saison suivante. Elle dispute le début de la coupe du monde 2012-2013. À Liberec, pour les mondiaux des moins de 23 ans, elle termine 18e du sprint et huitième du skiathlon. Elle est également présente aux Mondiaux de Val di Fiemme. Elle est éliminée lors des qualifications du sprint, termine 36e du skiathlon et termine dixième du Team sprint où elle est alignée avec Coraline Hugue. Elle fait ensuite partie du relais, avec Aurore Jean, Anouk Faivre-Picon et Coraline Hugue, qui termine à la sixième place.
Elle remporte la médaille d'argent du dix kilomètres classique des mondiaux moins de 23 ans 2014 à Val di Fiemme, derrière la Norvégienne Martine Ek Hagen. La veille, elle avait terminé neuvième du sprint libre. Elle enchaine par les Jeux olympiques de Sotchi. où elle est notamment quatrième en relais. Elle termine 20e du skiathlon, puis est éliminée lors des qualifications du sprint, avant de terminer 25e du dix kilomètres classique. Avec le relais français, également composé de Coraline Thomas Hugue, Anouk Faivre-Picon et Aurore Jean, elle termine quatrième, meilleure performance du relais féminin en grand championnat, la victoire étant remportée par la Suède devant la Finlande et l'Allemagne. Elle termine également onzième du Team sprint associée avec Aurore Jean. Elle termine à la 64e place du classement général de la coupe du monde. Elle participe au tour de ski, obtenant une 19e place du sprint libre du Val Mustair, puis une 17e place du cinq kilomètres classique de Toblach. Elle termine finalement la compétition à la 30e place.

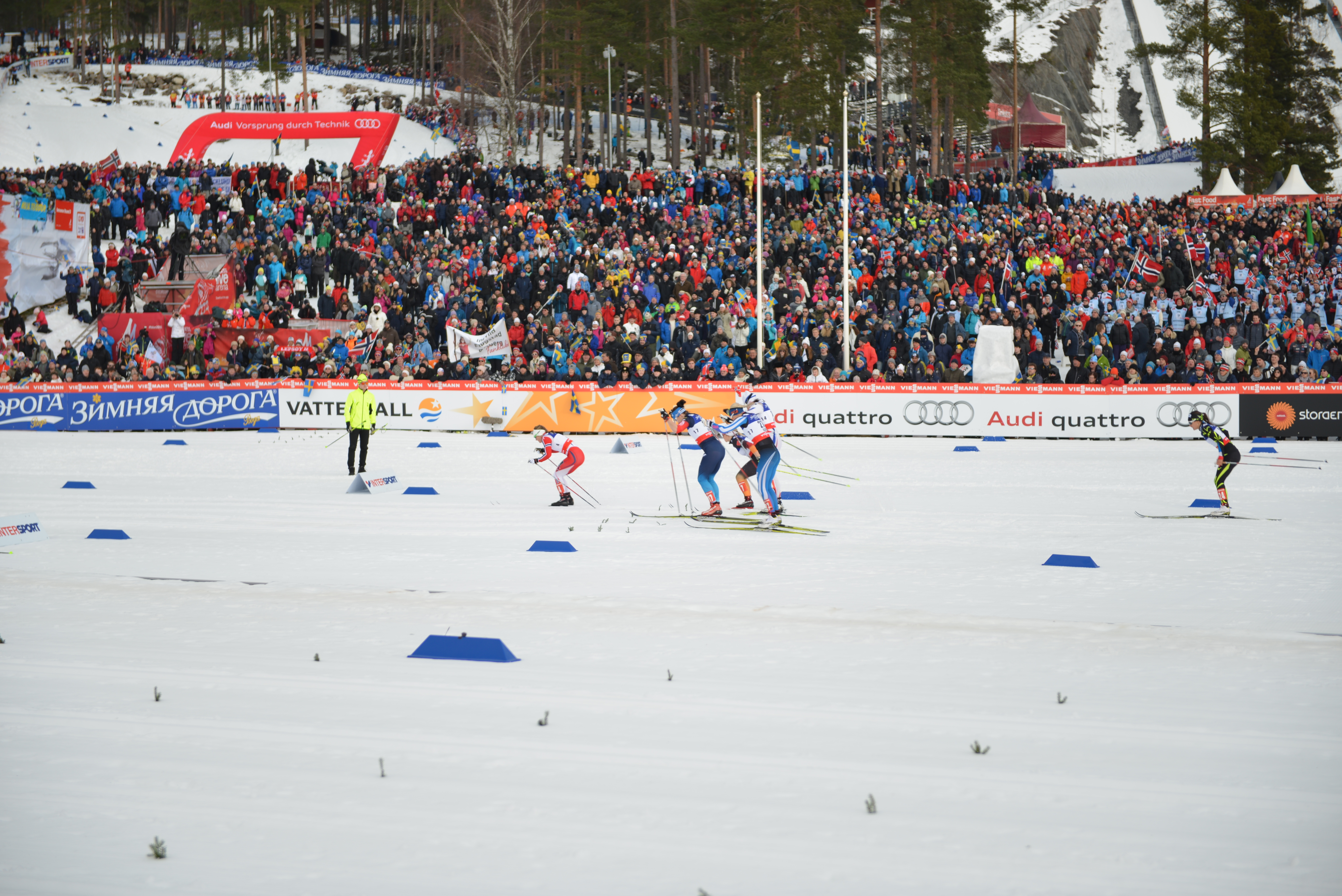
Quart de finale des mondiaux 2015.

Lors de la saison 2014-2015, elle obtient ses premiers points à Davos avec la 28e place du dix kilomètres classique, puis une 24e place une semaine plus tard et toujours sur le même site, sur le dix kilomètres libre. En janvier, elle dispute des courses à Rybinsk, terminant tout d'abord neuvième du dix kilomètres libre. Le lendemain, elle échoue en demi-finale du sprint. Lors de la troisième course de cette étape, elle obtient la 21e place du skiathlon. Elle obtient ensuite une quatorzième place à Oestersund sur dix kilomètres libre. Lors des Mondiaux de Falun, elle s'incline lors des quarts de finale du sprint pour terminer 28e avant de terminer sixième avec Coraline Thomas Hugue du Team sprint. Elle est ensuite 18e du dix kilomètres libre, où Anouk Faivre-Picon termine cinquième. Avec le relais, elle termine à la huitième place. Lors de sa dernière course, le trente kilomètres, elle termine à la 27e place.
En mai 2015, Celia Aymonier annonce son choix de changer de discipline pour retourner au biathlon, discipline qu'elle pratiquait chez les jeunes avant de l'abandonner en 2007. Son bilan en ski de fond est alors de deux Top 10, deux Top 15, cinq Top 20 et cinq Top 30 en individuel.

### Biathlon
Célia Aymonier termine à Idre à la troisième place du sprint, première course de la saison 2015-2016 en IBU Cup, ce qui lui permet d'être sélectionnée pour la Coupe du monde de biathlon, à Hochfilzen, où elle dispute sa première épreuve dans l'élite le 11 décembre 2015. Début janvier, elle retrouve le circuit IBU lors de l'étape de Nové Město où elle termine troisième d'un sprint avant de terminer cinquième du deuxième sprint disputé sur ce site, course remportée par Anaïs Chevalier. Elle participe ensuite à son premier relais en coupe du monde à Ruhpolding où la France termine septième.
Le 11 décembre 2016, lors de la coupe du monde 2016-2017, elle obtient son premier podium avec le relais à Pokljuka, avec la deuxième place derrière l'Allemagne, accompagnée d'Anaïs Chevalier, Justine Braisaz et Marie Dorin. Lors du relais suivant, en janvier à Ruhpolding, elle assure le rôle de dernière relayeuse lors de la deuxième place derrière l'Allemagne, Anaïs Bescond prenant la place de Marie Dorin. En février, lors des mondiaux d'Hochfilzen, elle fait partie du relais, avec Anaïs Chevalier, Justine Braisaz et Marie Dorin, qui remporte la médaille de bronze, derrière l'Allemagne et l'Ukraine. Sur le plan individuel, elle termine 25e de l'Individuel, neuvième du sprint, où Anaïs Chevalier remporte la médaille de bronze et Marie Dorin termine septième, neuvième de la poursuite et 17e de la mass-start. En mars, à Kontiolahti, elle obtient son meilleur résultat en coupe du monde en terminant septième d'un sprint remporté par Tiril Eckhoff. Le lendemain, elle termine huitième de la poursuite, remportée par Laura Dahlmeier. En fin de saison, elle se déclare satisfaite de celle-ci qui la voit progresser de la 48e place au 21e rang mondial.
Elle obtient son premier Top 10 de la saison 2017-2018 lors de l'Individuel d'Hochfilzen où elle termine dixième. Lors de cette étape, elle termine troisième avec le relais également composé de Marie Dorin-Habert, Justine Braisaz et Anaïs Bescond. En France, au Grand-Bornand, elle termine respectivement 32e, 22e et 16e du sprint, de la poursuite et de la mass-start. 28e du sprint puis 15e de la poursuite, elle participe à la victoire du relais français, avec Anaïs Bescond, Anaïs Chevalier et Justine Braisaz à Oberhof, première victoire dans la discipline depuis deux ans. Lors de l'étape de Ruhpolding, elle abandonne lors de l'Individuel en raison d'un mal de dos. Quatrième relayeuse derrière Marie Dorin, Anaïs et Chloé Chevalier, elle part en troisième position, mais en manque de confiance, elle est en grande difficulté sur le pas de tir et doit concéder deux tours de pénalité et termine à la neuvième place,. Celia Aymonier réussit le premier 10 sur 10 de sa carrière en sprint lors de la dernière étape de la Coupe du monde 2018-2019 le 21 mars à Olso, ce qui débouche à son meilleur résultat international, et sa première « cérémonie des fleurs », puisqu'elle se classe quatrième de la course remportée par Anastasia Kuzmina.
Elle prend sa retraite à l'issue de la saison 2019-2020, à l'âge de 28 ans.

#### Particularités et style
Célia Aymonier a la particularité d'être la seule biathlète du circuit à concourir très souvent sans gants et ce à l'instar de son père, qui lui aussi pratique le ski mains nues.

## Palmarès en biathlon

### Jeux olympiques
| Épreuve / Édition                | Individuel | Sprint | Poursuite | Mass start | Relais | Relais mixte |
| -------------------------------- | ---------- | ------ | --------- | ---------- | ------ | ------------ |
| Jeux olympiques 2018 Pyeongchang | 48e        | —      | —         | —          | —      | —            |

Légende :
- — : non disputée

### Championnats du monde
| Mondiaux \ Épreuve      | Individuel | Sprint | Poursuite | Mass start | Relais                    | Relais mixte | Relais mixte simple              |
| ----------------------- | ---------- | ------ | --------- | ---------- | ------------------------- | ------------ | -------------------------------- |
| 2016 Holmenkollen       | —          | 64e    | —         | —          | —                         | —            | Épreuve inexistante à cette date |
| 2017 Hochfilzen         | 25e        | 9e     | 9e        | 17e        | Médaille de bronze, monde | —            | Épreuve inexistante à cette date |
| 2019 Östersund          | 20e        | 23e    | 18e       | 20e        | 8e                        | —            | —                                |
| 2020 Antholz-Anterselva | 28e        | 15e    | 30e       | 11e        | 14e                       | —            | —                                |

Légende :
- : première place, médaille d'or
- : deuxième place, médaille d'argent
- : troisième place, médaille de bronze
- — : non disputée par Aymonier
- : pas d'épreuve

### Coupe du monde
- Meilleur classement général : 21e en 2017.
- Meilleur résultat individuel : 4e.
- 9 podiums en relais : 2 victoires, 3 deuxièmes places, 4 troisièmes places.
- 1 podium en relais mixte : 1 victoire.

#### Classements annuels
| Saison    | Classement général final | Individuel | Sprint | Poursuite | Mass start |
| --------- | ------------------------ | ---------- | ------ | --------- | ---------- |
| 2015-2016 | 48e                      | 62e        | 40e    | 47e       | 36e        |
| 2016-2017 | 21e                      | 49e        | 12e    | 15e       | 32e        |
| 2017-2018 | 24e                      | 44e        | 23e    | 27e       | 23e        |
| 2018-2019 | 24e                      | 31e        | 16e    | 18e       | 31e        |
| 2019-2020 | 28e                      | 37e        | 22e    | 27e       | 35e        |

#### Résultats détaillés en Coupe du monde
| Résultats détaillés en Coupe du monde | Résultats détaillés en Coupe du monde | Résultats détaillés en Coupe du monde | Résultats détaillés en Coupe du monde | Résultats détaillés en Coupe du monde | Résultats détaillés en Coupe du monde | Résultats détaillés en Coupe du monde | Résultats détaillés en Coupe du monde | Résultats détaillés en Coupe du monde | Résultats détaillés en Coupe du monde | Résultats détaillés en Coupe du monde | Résultats détaillés en Coupe du monde | Résultats détaillés en Coupe du monde | Résultats détaillés en Coupe du monde | Résultats détaillés en Coupe du monde | Résultats détaillés en Coupe du monde | Résultats détaillés en Coupe du monde | Résultats détaillés en Coupe du monde | Résultats détaillés en Coupe du monde | Résultats détaillés en Coupe du monde | Résultats détaillés en Coupe du monde | Résultats détaillés en Coupe du monde | Résultats détaillés en Coupe du monde | Résultats détaillés en Coupe du monde | Résultats détaillés en Coupe du monde | Résultats détaillés en Coupe du monde | Résultats détaillés en Coupe du monde | Résultats détaillés en Coupe du monde | Résultats détaillés en Coupe du monde | Résultats détaillés en Coupe du monde |
| Saison                                | 1                                     | 2                                     | 3                                     | 4                                     | 5                                     | 6                                     | 7                                     | 8                                     | 9                                     | 10                                    | 11                                    | 12                                    | 13                                    | 14                                    | 15                                    | 16                                    | 17                                    | 18                                    | 19                                    | 20                                    | 21                                    | 22                                    | 23                                    | 24                                    | 25                                    | 26                                    | Courses                               | Points                                | Classement                            |
| ------------------------------------- | ------------------------------------- | ------------------------------------- | ------------------------------------- | ------------------------------------- | ------------------------------------- | ------------------------------------- | ------------------------------------- | ------------------------------------- | ------------------------------------- | ------------------------------------- | ------------------------------------- | ------------------------------------- | ------------------------------------- | ------------------------------------- | ------------------------------------- | ------------------------------------- | ------------------------------------- | ------------------------------------- | ------------------------------------- | ------------------------------------- | ------------------------------------- | ------------------------------------- | ------------------------------------- | ------------------------------------- | ------------------------------------- | ------------------------------------- | ------------------------------------- | ------------------------------------- | ------------------------------------- |
| 2015-2016                             |                                       |                                       |                                       |                                       |                                       |                                       |                                       |                                       |                                       |                                       |                                       |                                       |                                       |                                       |                                       |                                       |                                       |                                       |                                       | .                                     | .                                     | .                                     | .                                     |                                       |                                       |                                       | 14 / 25                               | 137                                   | 48e                                   |
| 2015-2016                             | IN                                    | SP                                    | PU                                    | SP 57e                                | PU 51e                                | SP 41e                                | PU 49e                                | MS                                    | SP                                    | PU                                    | MS                                    | IN 39e                                | MS                                    | SP 31e                                | PU 30e                                | SP 13e                                | MS 15e                                | SP 11e                                | PU 11e                                | SP 64e                                | PU                                    | IN                                    | MS                                    | SP 50e                                | PU 53e                                | MS Ann.                               | 14 / 25                               | 137                                   | 48e                                   |
| 2016-2017                             |                                       |                                       |                                       |                                       |                                       |                                       |                                       |                                       |                                       |                                       |                                       |                                       |                                       |                                       |                                       | .                                     | .                                     | .                                     | .                                     |                                       |                                       |                                       |                                       |                                       |                                       |                                       | 25 / 26                               | 429                                   | 22e                                   |
| 2016-2017                             | IN 67e                                | SP 17e                                | PU 20e                                | SP 9e                                 | PU 16e                                | SP 12e                                | PU 17e                                | MS 28e                                | SP 9e                                 | PU 21e                                | MS 24e                                | SP 41e=                               | PU 36e                                | IN 61e                                | MS 30e                                | SP 9e                                 | PU 9e                                 | IN 25e                                | MS 17e                                | SP 36e                                | PU 27e                                | SP 7e                                 | PU 8e                                 | SP 63e                                | PU                                    | MS 30e                                | 25 / 26                               | 429                                   | 22e                                   |
| 2017-2018                             |                                       |                                       |                                       |                                       |                                       |                                       |                                       |                                       |                                       |                                       |                                       |                                       |                                       |                                       |                                       | .                                     | .                                     | .                                     | .                                     |                                       |                                       |                                       |                                       |                                       |                                       |                                       | 21 / 22                               | 297                                   | 24e                                   |
| 2017-2018                             | IN 26e                                | SP 65e                                | PU                                    | SP 10e                                | PU 23e                                | SP 32e                                | PU 22e                                | MS 16e                                | SP 28e                                | PU 15e                                | IN Ab.                                | MS 28e                                | SP 41e                                | PU 28e                                | MS 14e                                | SP                                    | PU                                    | IN 48e                                | MS                                    | SP 34e                                | MS 24e                                | SP 25e=                               | PU 31e                                | SP 14e                                | PU 30e                                | MS 26e                                | 21 / 22                               | 297                                   | 24e                                   |
| 2018-2019                             |                                       |                                       |                                       |                                       |                                       |                                       |                                       |                                       |                                       |                                       |                                       |                                       |                                       |                                       |                                       |                                       |                                       |                                       |                                       | .                                     | .                                     | .                                     | .                                     |                                       |                                       |                                       | 22 / 25                               | 398                                   | 24e                                   |
| 2018-2019                             | IN 58e                                | SP 40e                                | PU 50e                                | SP 17e                                | PU 24e                                | SP 33e                                | PU 27e                                | MS                                    | SP 9e                                 | PU 16e                                | SP 28e                                | MS                                    | SP 46e                                | PU 30e                                | MS                                    | SI 24e                                | SP Ann.                               | SP 11e                                | PU 10e                                | SP 23e                                | PU 18e                                | IN 20e                                | MS 20e                                | SP 4e                                 | PU 10e                                | MS 22e                                | 22 / 25                               | 398                                   | 24e                                   |
| 2019-2020                             |                                       |                                       |                                       |                                       |                                       |                                       |                                       |                                       |                                       |                                       |                                       |                                       |                                       | .                                     | .                                     | .                                     | .                                     |                                       |                                       |                                       |                                       |                                       |                                       |                                       |                                       |                                       | 15 / 21                               | 246                                   | 28e                                   |
| 2019-2020                             | SP 9e                                 | IN 59e                                | SP 40e                                | PU 10e                                | SP 62e                                | PU                                    | MS                                    | SP 26e                                | MS                                    | SP 64e                                | PU                                    | IN 28e                                | MS                                    | SP 15e                                | PU 30e                                | IN 28e                                | MS 11e                                | SP 22e                                | MS                                    | SP 13e                                | PU 14e                                | SP Ann.                               | PU Ann.                               | MS Ann.                               |                                       |                                       | 15 / 21                               | 246                                   | 28e                                   |

#### Podiums en relais en Coupe du monde
| Podiums en relais en Coupe du monde | Podiums en relais en Coupe du monde | Podiums en relais en Coupe du monde | Podiums en relais en Coupe du monde | Podiums en relais en Coupe du monde | Podiums en relais en Coupe du monde | Podiums en relais en Coupe du monde | Podiums en relais en Coupe du monde | Podiums en relais en Coupe du monde | Podiums en relais en Coupe du monde | Podiums en relais en Coupe du monde |
| n°                                  | Saison                              | Date                                | Lieu                                | Épreuve                             | Résultat                            | Composition                         | Composition                         | Composition                         | Composition                         | Compétition                         |
| ----------------------------------- | ----------------------------------- | ----------------------------------- | ----------------------------------- | ----------------------------------- | ----------------------------------- | ----------------------------------- | ----------------------------------- | ----------------------------------- | ----------------------------------- | ----------------------------------- |
| 1                                   | 2016-2017                           | 11-12-2016                          | Pokljuka                            | Relais 4 x 6 km                     | Médaille d'argent                   | A. Chevalier                        | J. Braisaz                          | C. Aymonier                         | M. Dorin-Habert                     | Coupe du monde                      |
| 2                                   | 2016-2017                           | 12-01-2017                          | Ruhpolding                          | Relais 4 x 6 km                     | Médaille d'argent                   | A. Chevalier                        | J. Braisaz                          | A. Bescond                          | C. Aymonier                         | Coupe du monde                      |
| 3                                   | 2016-2017                           | 17-02-2017                          | Hochfilzen                          | Relais 4 x 6 km                     | Médaille de bronze, monde           | A. Chevalier                        | C. Aymonier                         | J. Braisaz                          | M. Dorin-Habert                     | Championnats du monde               |
| 4                                   | 2017-2018                           | 10-12-2017                          | Hochfilzen                          | Relais 4 x 6 km                     | Médaille de bronze                  | M. Dorin-Habert                     | C. Aymonier                         | J. Braisaz                          | A. Bescond                          | Coupe du monde                      |
| 5                                   | 2017-2018                           | 07-01-2018                          | Oberhof                             | Relais 4 x 6 km                     | Médaille d'or                       | A. Bescond                          | A. Chevalier-Bouchet                | C. Aymonier                         | J. Braisaz                          | Coupe du monde                      |
| 6                                   | 2017-2018                           | 17-03-2018                          | Oslo                                | Relais 4 x 6 km                     | Médaille d'or                       | A. Chevalier-Bouchet                | C. Aymonier                         | M. Dorin-Habert                     | A. Bescond                          | Coupe du monde                      |
| 7                                   | 2018-2019                           | 16-12-2018                          | Hochfilzen                          | Relais 4 x 6 km                     | Médaille de bronze                  | A. Chevalier-Bouchet                | J. Simon                            | C. Aymonier                         | A. Bescond                          | Coupe du monde                      |
| 8                                   | 2018-2019                           | 17-02-2019                          | Soldier Hollow                      | Relais mixte                        | Médaille d'or                       | Q. Fillon Maillet                   | S. Desthieux                        | C. Aymonier                         | A. Chevalier-Bouchet                | Coupe du monde                      |
| 9                                   | 2019-2020                           | 11-01-2020                          | Oberhof                             | Relais 4 x 6 km                     | Médaille de bronze                  | J. Simon                            | A. Bescond                          | C. Aymonier                         | J. Braisaz                          | Coupe du monde                      |
| 10                                  | 2019-2020                           | 17-01-2020                          | Ruhpolding                          | Relais 4 x 6 km                     | Médaille d'argent                   | J. Simon                            | A. Bescond                          | C. Aymonier                         | J. Braisaz                          | Coupe du monde                      |

### IBU Cup
- 4 courses disputées en 2015-2016.
- 2 podiums individuels.

#### Podiums individuels en IBU Cup
| Podiums individuels en IBU Cup | Podiums individuels en IBU Cup | Podiums individuels en IBU Cup | Podiums individuels en IBU Cup | Podiums individuels en IBU Cup | Podiums individuels en IBU Cup |
| n°                             | Saison                         | Date                           | Lieu                           | Épreuve                        | Résultat                       |
| ------------------------------ | ------------------------------ | ------------------------------ | ------------------------------ | ------------------------------ | ------------------------------ |
| 1                              | 2015-2016                      | 28-11-2015                     | Idre Fjäll                     | Sprint 7,5 km                  | Médaille de bronze             |
| 2                              | 2015-2016                      | 09-01-2016                     | Nové Město                     | Sprint 7,5 km                  | Médaille de bronze             |

## Palmarès en ski de fond

### Jeux olympiques
| Épreuve / Édition | Sprint | Sprint                           | 10 km                            | 10 km     | Skiathlon 2 × 7,5 km | 30 km | Relais | Relais   |
| Épreuve / Édition | libre  | classique                        | libre                            | classique | Skiathlon 2 × 7,5 km | 30 km | Sprint | 4 × 5 km |
| JO 2014 Sotchi    | 39e    | Épreuve inexistante à cette date | Épreuve inexistante à cette date | 25e       | 19e                  | —     | 11e    | 4e       |

Légende :
- : pas d'épreuve
- — : Non disputée par Aymonier

### Championnats du monde
| Épreuve / Édition           | Sprint                           | Sprint    | 10 km | 10 km                            | Skiathlon 2 × 7,5 km | 30 km | Relais | Relais   |
| Épreuve / Édition           | libre                            | classique | libre | classique                        | Skiathlon 2 × 7,5 km | 30 km | Sprint | 4 × 5 km |
| Mondiaux 2013 Val di Fiemme | Épreuve inexistante à cette date | 36e       | —     | Épreuve inexistante à cette date | 36e                  | —     | 10e    | 6e       |
| Mondiaux 2015 Falun         | Épreuve inexistante à cette date | 28e       | 18e   | Épreuve inexistante à cette date | —                    | 27e   | 6e     | 8e       |

- : pas d'épreuve
- — : Non disputée par Célia Aymonier

### Coupe du monde
- Meilleur classement général : 37e en 2015.
- Meilleur résultat individuel : 9e.

Elle obtient aussi une huitième place lors d'une étape du Tour de ski 2012-2013.
Son meilleur résultat en relais est une cinquième place en 2013 à La Clusaz.

#### Classements en Coupe du monde
| Saison / Épreuve | Saison / Épreuve | Général | Général | Distance | Distance | Sprint | Sprint | Tour de ski depuis 2007 | Finales 2008-2014                | Nordic Opening depuis 2011 |
| ---------------- | ---------------- | ------- | ------- | -------- | -------- | ------ | ------ | ----------------------- | -------------------------------- | -------------------------- |
| Saison / Épreuve | Saison / Épreuve | Class.  | Points  | Class.   | Points   | Class. | Points | Tour de ski depuis 2007 | Finales 2008-2014                | Nordic Opening depuis 2011 |
| 2012-2013        | 2012-2013        | 56e     | 73      | 46e      | 51       | 55e    | 22     | Abandon                 | —                                | —                          |
| 2013-2014        | 2013-2014        | 64e     | 70      | 46e      | 45       | 63e    | 15     | 32e                     | —                                | 26e                        |
| 2014-2015        | 2014-2015        | 37e     | 175     | 34e      | 106      | 34e    | 65     | 30e                     | Épreuve inexistante à cette date | DNS                        |

### Championnats du monde junior et de moins de23 ans
En 2014, à Val di Fiemme, en Italie, lors des championnats du monde de ski de fond des moins de 23 ans, Célia Aymonier a obtenu une médaille d'argent lors de l'épreuve du 10 km classique.
| Épreuve / Édition                   | Sprint | Sprint    | 5 km  | 5 km      | Poursuite Skiathlon | Relais |
| Épreuve / Édition                   | libre  | classique | libre | classique | Poursuite Skiathlon | Relais |
| Mondiaux 2009 Praz de Lys - Sommand |        | 29e       |       |           | 48e                 | 9e     |
| Mondiaux 2010 Hinterzarten          | 9e     |           |       | 26e       | 31e                 | 7e     |
| Mondiaux 2011 Otepää                |        | 23e       | 12e   |           | Abandon             | 10e    |

| Épreuve / Édition           | Sprint | Sprint    | 10 km | 10 km                    | Skiathlon |
| Épreuve / Édition           | libre  | classique | libre | classique                | Skiathlon |
| Mondiaux 2012 Erzurum       | 10e    |           |       | 24e                      | 28e       |
| Mondiaux 2013 Liberec       |        | 18e       |       |                          | 8e        |
| Mondiaux 2014 Val di Fiemme | 9e     |           |       | Médaille d'argent, monde |           |

### Coupe OPA
- Première du classement général en 2012.
- 4 podiums.

### Championnats de France
Championne de France élite :
- Relais : 2015

## Vie privée
Son compagnon est le biathlète français Simon Desthieux. Ils accueillent leur premier enfant le 30 juin 2021, un garçon prénommé Jules.